# Чакан (Іран)
Чакан (перс. چاكان) — село в Ірані, у дегестані Сіярстак-Єйлакі, у бахші Рахімабад, шагрестані Рудсар остану Ґілян. У переписі 2006 року вказане як окремий населений пункт, але без відомостей про чисельність населення.

## Клімат
Середня річна температура становить 7,83°C, середня максимальна – 23,14°C, а середня мінімальна – -8,12°C. Середня річна кількість опадів – 345 мм.
| Клімат поселення                              | Клімат поселення | Клімат поселення | Клімат поселення | Клімат поселення | Клімат поселення | Клімат поселення | Клімат поселення | Клімат поселення | Клімат поселення | Клімат поселення | Клімат поселення | Клімат поселення | Клімат поселення |
| Показник                                      | Січ.             | Лют.             | Бер.             | Квіт.            | Трав.            | Черв.            | Лип.             | Серп.            | Вер.             | Жовт.            | Лист.            | Груд.            |                  |
| Середній максимум, °C                         | 1,73             | 2,29             | 4,53             | 11,30            | 16,48            | 20,26            | 23,14            | 23,04            | 19,44            | 15,25            | 9,76             | 4,39             |                  |
| Середня температура, °C                       | −3,18            | −2,63            | −0,4             | 6,36             | 11,55            | 15,33            | 18,46            | 18,37            | 14,76            | 10,56            | 5,09             | −0,28            |                  |
| Середній мінімум, °C                          | −8,12            | −7,56            | −5,32            | 1,42             | 6,63             | 10,41            | 13,80            | 13,69            | 10,09            | 5,90             | 0,41             | −4,95            |                  |
| Норма опадів, мм                              | 32               | 36               | 59               | 48               | 40               | 12               | 10               | 7                | 8                | 26               | 32               | 35               |                  |
| Середньомісячна швидкість вітру, м/с          | 1.86             | 2.56             | 2.70             | 2.72             | 2.40             | 2.26             | 2.20             | 2.09             | 1.92             | 1.88             | 2.39             | 1.90             |                  |
| Середньомісячна сонячна радіація, кДж/м²·день | 7807             | 10325            | 12869            | 16786            | 20845            | 24235            | 24387            | 21781            | 18237            | 13033            | 9471             | 7500             |                  |
| --------------------------------------------- | ---------------- | ---------------- | ---------------- | ---------------- | ---------------- | ---------------- | ---------------- | ---------------- | ---------------- | ---------------- | ---------------- | ---------------- | ---------------- |
| Джерело:                                      |                  |                  |                  |                  |                  |                  |                  |                  |                  |                  |                  |                  |                  |